# Barthold Kuijken
Barthold Kuijken (Dilbeek, 1949) es un músico belga que toca la flauta barroca y de pico.

## Biografía
Ha tocado durante muchos años en las orquestas barrocas Collegium Aureum y La petite Bande. Participa en conciertos de música de cámara en todo el mundo y ha realizado numerosas grabaciones para varios sellos discográficos.
Estudió flauta moderna en el Conservatorio de Brujas y en los Reales Conservatorios de Bruselas y de La Haya. Gracias a la investigación de instrumentos auténticos, frecuente colaboración con varios luthiers, y asiduos estudios de fuentes de los siglos XVII y XVIII, se especializa en la interpretación con instrumentos originales.
Comenzó pronto a tocar con sus hermanos Wieland (viola da gamba y violonchelo barroco) y Sigiswald (violín barroco y viola da gamba), y muchos otros especialistas barrocos. Enseña flauta barroca en los Reales Conservatorios de Bruselas y La Haya y a menudo es solicitado como profesor invitado o jurado en competiciones internacionales.
Es hermano menor de Wieland Kuijken y Sigiswald Kuijken,